# (9456) 1998 FQ67
A (9456) 1998 FQ67 a Naprendszer kisbolygóövében található aszteroida. A LINEAR projekt keretében fedezték fel 1998. március 20-án.